# Scorteccia
Scorteccia is een geslacht van spinnen uit de familie van de loopspinnen (Corinnidae).
Het geslacht is monotypisch.

## Soorten
- Scorteccia termitarum Caporiacco, 1936